# Baixa-Chiado (Metro de Lisboa)

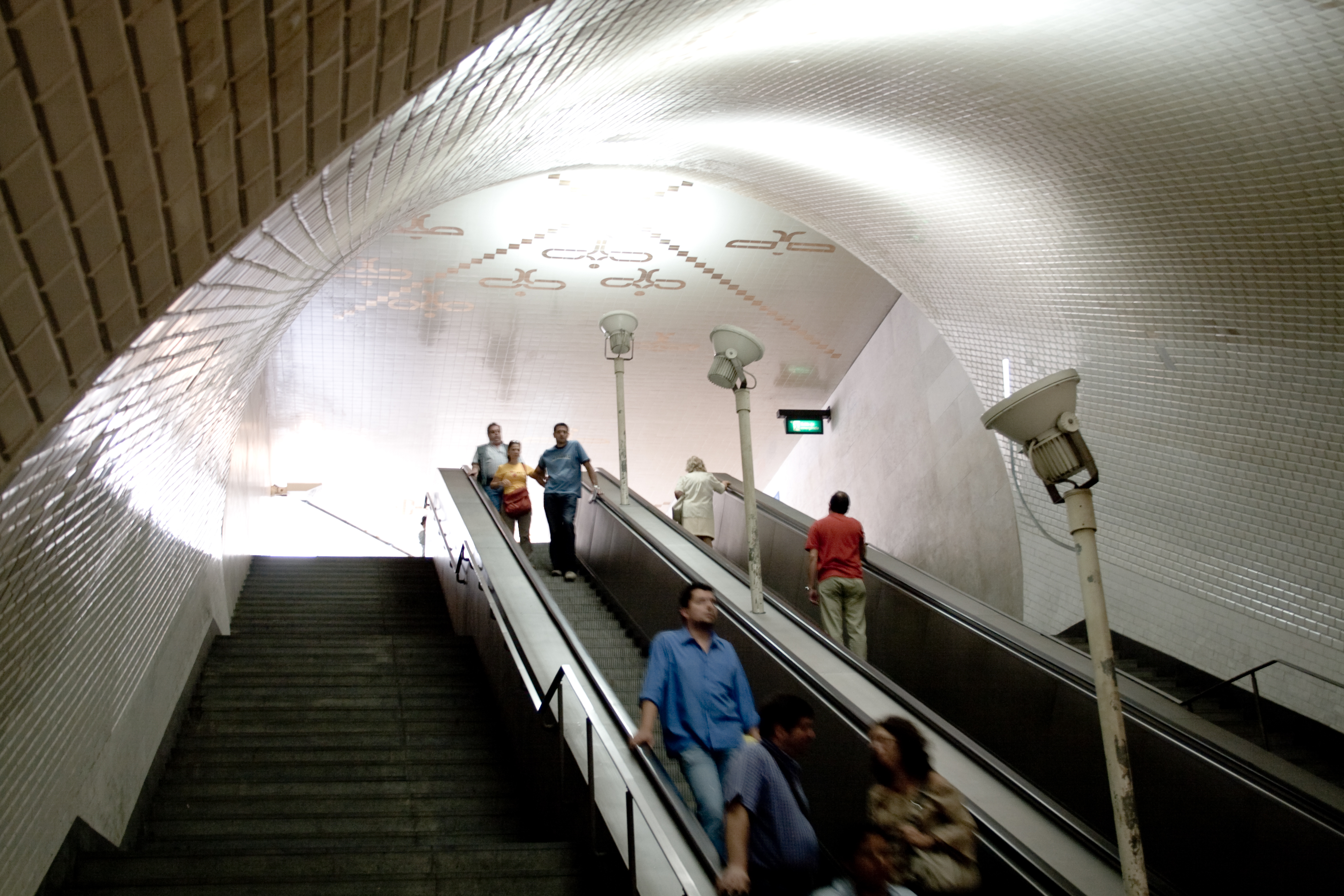
Escaleras mecánicas de acceso a la estación

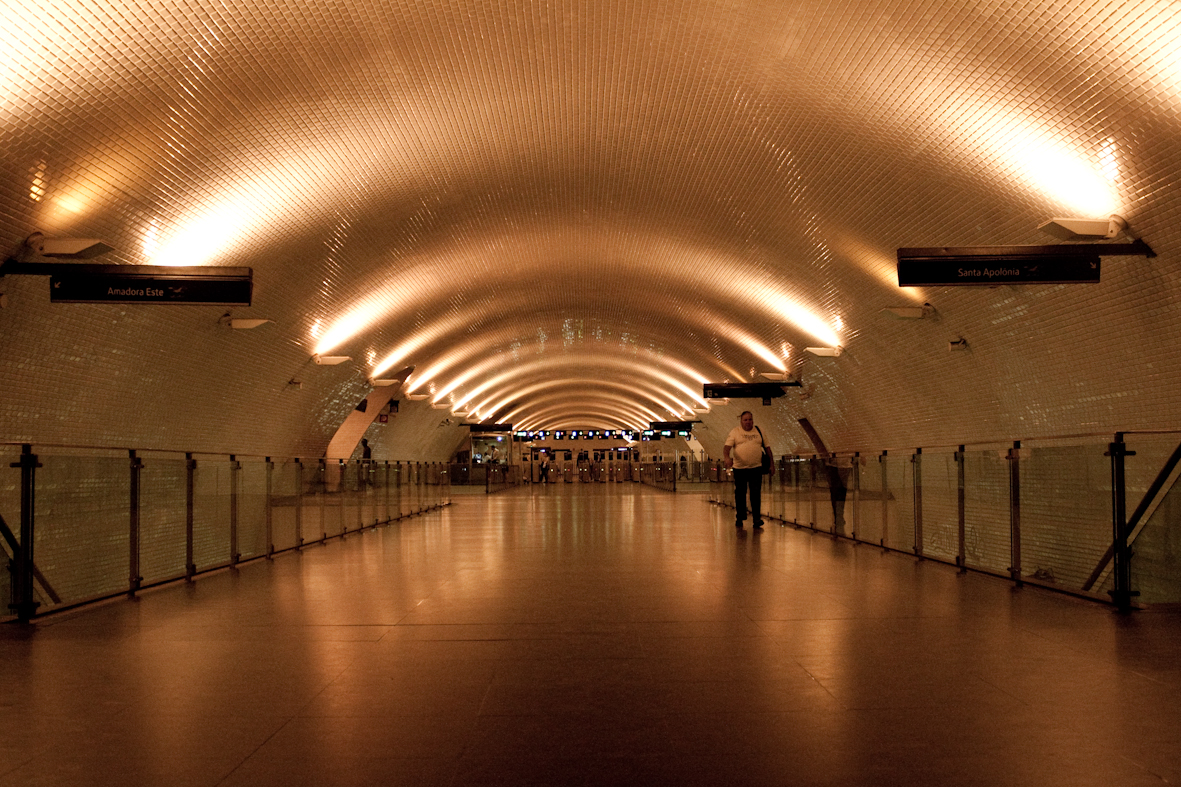
Estación de Metro Baixa Chiado, Lisboa, 1992. Análisis y galería fotográfica en [https://web.archive.org/web/20110808082816/http://elarteporelarte.wordpress.com/2011/07/31/baixa-chiado-lisboa-y-alvaro-siza/ El arte por el arte

Baixa-Chiado es una estación doble del Metro de Lisboa, donde se conectan dos líneas: la Línea Azul y la Línea Verde. Se sitúa en el municipio de Lisboa, entre las estaciones de Rossio y Cais do Sodré de la Línea Verde. Además, es la estación terminal de la Línea Azul. Aunque los andenes de embarque de las dos líneas se localizan lado a lado, se inauguraron en fechas diferentes; el de la Línea Verde el 25 de abril de 1998 y el de la Línea Azul el 8 de agosto de 1998.
Esta estación se localiza en la colina do Chiado, bajo la Rua Ivens, entre el Largo da Academia Nacional das Belas Artes y la Rua Garrett. Posibilita el acceso a la Baixa Pombalina y al Chiado, y es una de las más concurridas de la red. El proyecto arquitectónico es de la autoría del arquitecto Álvaro Siza Vieira y las intervenciones plásticas del pintor Ângelo de Sousa.
Debido a su localización a uno 45 metros bajo la superficie, la estación de Baixa-Chiado es la más profunda de toda la red del Metro de Lisboa.

## Accesos
Baixa-Chiado cuenta con dos accesos:
- en la Rua da Vitória, en el barrio Baixa Pombalina;
- en el Largo do Chiado, en el barrio Chiado.